# Чигасово (Рязанская область)
Чигасово — населённый пункт, входящий в состав Ключанского сельского поселения Кораблинского района Рязанской области.

## Географическое положение
Чигасово находится в северо-восточной части Кораблинского района, в 13 км к северо-востоку от райцентра.
Ближайшие населённые пункты: село Ключ — примыкает к южной части деревни.

## Природа
Близ деревни Чигасово протекает река Ранова, севернее протекает пересыхающая река Истус.

## Население
| 2010 |
| ---- |
| 2    |

## Инфраструктура
В 1,5 км к западу проходит автотрасса муниципального значения Пехлец — Троица — Пустотино, от которой отходит асфальтированное ответвление до села Ключ, которое пересекает деревню Заречье.